# Tractatus de intellectus emendatione
Tractatus de intellectus emendatione é uma obra considerada inacabada do filósofo holandês Baruch Espinoza. O livro é datado por volta de 1661 a 1677, e foi publicado pela primeira vez na recolha das Obras Póstumas por cuidados de Van Rieuwrtz, em Amesterdão. A obra original foi escrita em latim.
A obra fundamentalmente propõe a teoria do conhecimento do autor, que será desenvolvida com mais consistência na sua obra magna, Ethica. Além da seu aspecto epistêmico, grande parte do valor da obra está na sua dimensão ética, onde Spinoza relata, em primeira pessoa, o percurso para conversão da "vida comum" em um modo de vida mais qualificado. A obra pode ser vista como uma introdução ao pensamento spinozano. Para alguns autores, considerada como "a melhor introdução ao estudo de Spinoza".

## Traduções em português
A expressão "emendatione" permite distintas traduções. Em português o título da obra sofre variações como “Tratado da Reforma da Inteligência”; “Tratado da Correção do Intelecto: e do caminho pelo qual melhor se dirige ao verdadeiro conhecimento das coisas”; “Tratado da Reforma do Entendimento” e “Reforma do Intelecto”. Marilena Chaui (1999) concorda com a proposta de Joaquim de Carvalho que sugere a tradução para “Tratado da Emenda do Intelecto” a fim de conservar o sentido original de emendatio como sendo “medicina da alma” ou “da mente”, sugerindo ainda “Tratado da Cura do Intelecto” como a tradução mais correta. Para Mattos (1973) a palavra "correção" seria mais adequada, enquanto "intelecto" expressaria maior alinhamento com o pensamento do autor, que distingue intelecto de inteligência.

## Biblografia
- Silva, António - Bento de Espinoza. Porto:UCP-FT, 2012.